# Milla oaxacana
Milla oaxacana là một loài thực vật có hoa trong họ Măng tây. Loài này được Ravenna mô tả khoa học đầu tiên năm 1971.